# Les Films Corona
Les Films Corona — французька кінодистриб'юторська компанія, що базувалася в Парижі, вела активну діяльність між 1930-ми та 1970-ми роками. Найбільшого успіху компанія досягла у післявоєнний час. Багато її фільмів, як-от Майєрлінг 1968 року, були спільного виробництва з іноземними кінопрокатниками.